# Nigel Spackman
Nigel Spackman, né le 2 décembre 1960 à Romsey (Angleterre), est un footballeur anglais, qui évoluait au poste de milieu de terrain à Chelsea.

## Carrière
- 1980-1983 : Bournemouth
- 1983-1987 : Chelsea
- 1987-1989 : Liverpool
- 1989 : Queens Park Rangers
- 1989-1992 : Rangers FC
- 1992-1996 : Chelsea
- 1996-1998 : Sheffield United  [1]

## Palmarès

### Avec Chelsea
- Vainqueur du Championnat d'Angleterre de football D2 en 1984.
- Finaliste de la Coupe d'Angleterre de football en 1994.

### Avec Liverpool
- Vainqueur du Championnat d'Angleterre de football en 1990.
- Vainqueur de la Coupe d'Angleterre de football en 1989.
- Vainqueur du Charity Shield en 1988 et 1989.

### Avec les Glasgow Rangers
- Vainqueur du Championnat d'Écosse de football en 1990, 1991 et 1992.
- Vainqueur de la Coupe d'Écosse de football en 1992.
- Vainqueur de la Coupe de la Ligue écossaise de football en 1991.